# دیکوللا
دیکوللا (به لاتین: Dikwella) یک منطقهٔ مسکونی در سری‌لانکا است که در استان جنوبی (سری‌لانکا) واقع شده‌است. دیکوللا ۵۴٬۳۷۰ نفر جمعیت دارد.